# نیوکاسل واترز
نیوکاسل واترز (به انگلیسی: Newcastle Waters) یک شهرک در استرالیا است که در قلمرو شمالی (استرالیا) واقع شده‌است.